# Cronoliții
Cronoliții (2001) (titlu original The Chronoliths) este un roman science fiction scris de Robert Charles Wilson. În 2002 a fost nominalizat la premiul Hugo pentru "Cel mai bun roman" și a câștigat premiul memorial John W. Campbell.

## Intriga
După ce i-a expirat contractul, programatorul Scott Warden s-a stabilit împreună cu familia sa în Tailanda începutului de secol XXI. El și prietenul său, Hitch Paley, sunt printre primii martori ai apariției subite a unui monolit gigantic în junglă. La o examinare mai atentă, acesta se dovedește a fi un monument creat dintr-o substanță misterioasă și indestructibilă. El poartă o inscripție care comemorează victoria militară a unui anume "Kuin", un presupus războinic asiatic care va ajunge la putere peste douăzeci de ani.
În următorii douăzeci de ani, monumente Kuin tot mai mari continuă să apară întâi în Asia, apoi în restul lumii. Evenimentele duc la apariția mișcărilor politice Pro-Kuin și Anti-Kuin, ceea ce va duce la probleme economice, culte fataliste și război.
Scott este contactat de fosta sa profesoară și mentor Sue Chopra, o savantă care pus bazele unei echipe de cercetători menită să investigheze cronoliții și să învețe cum să le prezică apariția. Alături de echipa lui Sue, Scott asistă la apariția unui cronolit în Ierusalim.
Fiica sa, Kaitlin, este prinsă de entuziasmul colectiv și se alătură unui cult Pro-Kuin, plecând de acasă. În încercarea de a-i da de urmă, Scott o întâlnește pe Ashlee, o mamă divorțată al cărei fiu, Adam Mills, s-a alăturat aceluiași cult. Căutându-i pe cei doi, Scott și Ashlee asistă la apariția unui alt cronolit în Mexic.
Sue Chopra ajunge la concluzia că rolul acestor cronoliți este de a induce teama și resemnarea, făcând inevitabile victoriile viitoare și câștigând sprijin înainte ca ele să se producă - un destin prestabilit prin modelarea minților persoanelor din trecut. În încercarea de a lupta împotriva influenței crescânde a lui Kuin, Scott, Sue Chopra și echipa acesteia pun la punct un plan prin care încearcă să distrugă primul cronolit prezis a apărea în Statele Unite.
O echipă Pro-Kuin, condusă de Adam Mills, încearcă să le saboteze planul și amenință familia lui Scott. Cronolitul se auto-distruge din cauza unui indice care depășește limitele tehnologice, dar lumea pune evenimentul pe seama muncii echipei lui Sue. Doar ea și Scott sunt singurii care știu adevărul, dar îl păstrează secret pentru a alimenta încrederea oamenilor în posibilitatea înfrângerii lui Kuin. Sue acceptă să fie luată ostatică de gruparea kuinistă, fiind convinsă că ea va fi cea care, în viitor, va duce la auto-distrugerea cronolitului la care asistase în prezent.
Scott trăiește suficient de mult pentru a asista la colapsul mișcării kuiniste și la descoperirile științifice legate de cronoliți pe care Chopra le intuise. La moartea mamei lui Adam Mills, Ashlee, Scott află că liderul mișcării kuiniste mai avea un prenume, Quinn, a cărui pronunție similară îl face să creadă că, într-una dintre liniile posibile ale viitorului, acesta ar fi fost liderul războinic care și-a construit triumful bazându-se pe sprijinul primit din trecut.

### Capitolele cărții
- Partea întâi - Sosirea cronoliților
- Partea a doua - Copiii pierduți
- Partea a treia - Turbulența

## Lista personajelor
- Scott Warden - programator și martor al apariției primului cronolit; este racolat de FBI pentru studiul lor și asistă la materializarea a încă trei cronoliți; a fost căsătorit de două ori, cu Janice și Ashlee, din prima căsătorie având o fată, Kaitlin
- Sulamith Sue Chopra - om de știință născut în Madras, care și-a dedicat viața studiului cronoliților, fiind convinsă de rolul ei major în înflorirea și decăderea fenomenului Kuin; își adună o echipă de studiu a cronoliților în care-l racolează și pe fostul ei student, Scott
- Morris Torrance - funcționar angajat de FBI care îi păzește și îi supraveghează pe Sue și Chopra; demisionează ulterior, dar își continuă munca din postura de civil
- Hitch Paley - traficant de droguri și contrabandist, prieten cu Scott, este angajat de FBI pentru a face parte din echipa lui Sue
- Ray Mosely - om de știință din echipa lui Sue; este îndrăgostit de aceasta, dar nu-și declară sentimentele
- Janice - prima soție a lui Scott, împreună cu care o are pe Kaitlin; se recăsătorește ulterior cu Whitman Delahunt
- Kaitlin - fiica lui Scott și a lui Janice, suferă un accident în copilărie care o face să-și piardă o ureche; ulterior, își recapătă auzul în urma unei operații și se alătură pentru o vreme mișcării Pro-Kuin
- Ashlee Mills - femeie care și-a crescut singură copilul, dar a asistat la îndepărtarea acestuia de ea; se recăsătorește cu Scott
- Adam Mills - fiul lui Ashlee, devine unul dintre conducătorii mișcării Pro-Kuin
- Whitman Delahunt - om de afaceri prosper, al doilea soț al lui Janice, se alătură mișcării Pro-Kuin, poziție care îi va afecta familia
- Regina Lee - mamă al cărei copil s-a alăturat mișcării Pro-Kuin și a plecat de acasă; pune bazele unui grup de suport pentru părinții ai căror copii au fugit pentru a se alătura acestei mișcări
- Cheever Cox - traficant care îi procură lui Ashlee țigări de contrabandă
- David Corutney - soțul lui Kaitlin

## Opinii critice
SF Reviews.net remarcă faptul că, deși „la suprafață, Cronoliții* este o altă poveste despre paradoxul temporal, [...] Wilson rezistă tentației de a merge pe calea convențională, epică, a salvării lumii, concentrându-se în schimb pe personajele obișnuite”. SF Site consideră că romanul „prezintă în primul rând modul în care destinul individual este influențat de istorie, dar influențează și desfide istoria la rândul său”.
AEScifi.ca caracterizează astfel Cronoliții: „Wilson preferă să spună povestea lui Scotty nu pentru că acesta va fi salvatorul rasei umane, ci pentru că el este un om ca oricare altul. [...] Scotty nu este savantul de geniu sau agentul special care va aduce victoria. El este noi. Încearcă să se adapteze. Într-o lume care e pe cale să fie distrusă, el încearcă să facă ce trebuie.”
Romanul a fost nominalizat la premiul Hugo pentru "Cel mai bun roman" în anul 2002 și a câștigat premiul memorial John W. Campbell în același an.

## Vezi și
- 2001 în științifico-fantastic